# No-IP
Vitalwerks LLC — материнская компания фирмы No-IP, предоставляющая платные услуги динамического DNS и бесплатные сервисы. No-IP предлагает услуги служб DNS, электронной почты, мониторинга сети и сертификатов SSL. Услуги электронной почты включают в себя предоставление POP3 и SMTP для отправки, резервное копирование почтовых услуг, анализ и фильтрация сообщений.

## История
No-IP был запущен в октябре 1999 с предоставления бесплатных услуг динамического DNS и перенаправлений URL. Пользователи получили возможность создавать поддомены в нескольких доменах, принадлежащих No-IP. В мае 2000 года в качестве головной компании No-IP была создана Vitalwerks Internet Solutions, LLC. В январе 2001 No-IP начала предоставление платных услуг по управлению DNS, что позволило пользователям создавать динамические DNS с использованием их собственного доменного имени. В том же году началось предоставление услуг электронной почты в качестве дополнения своих услуг по DNS. С ростом популярности, No-IP была отмечена в таких журналах, как PC Magazine и Mac User, а также частью в Tech TV. Они начали перепродажи доменных имён в 2002 и в 2006 стала аккредитованным регистратором ICANN.

## Технологии и услуги
Основным продуктом No-IP является предоставление динамического DNS (DDNS). Основные сервисы динамического DNS используют домены, принадлежащие No-IP, бесплатно на всём протяжении действия аккаунта. Обновлённый сервис для использования собственного имени домена будет стоить около 25 долларов в год. Динамические IP-адреса в основном используются абонентами кабельных или DSL провайдеров. Бесплатная услуга позволяет каждому пользователю регистрировать от 1 до 3 доменных имён. Имя хоста будет перенаправлять на текущий IP-адрес пользовательского компьютера, на котором установлено клиентское программное обеспечение. No-IP предоставляет клиентское ПО для Windows, Mac OS X и Linux. Кроме того, No-IP предоставляет другие услуги DNS, электронной почты, а также услуги мониторинга сети.

## Принцип работы
Имя хоста с динамическим DNS имеет вид mysite.no-ip.com и привязывается к динамическому IP-адресу пользователя. Всякий раз, когда IP меняется, клиент динамического DNS направляет No-IP уведомление с указанием текущего IP-адреса и затем уже No-IP распространяет изменения в Интернете в считанные секунды.
Для облегчения обновления IP-адреса, No-IP имеет открытый протокол, что позволяет разработчикам открытого программного обеспечения и производителям оборудования передавать по HTTP уведомления об изменении IP-адреса.
Производители маршрутизаторов, такие как Netgear, D-Link, SonicWall, SMC, Toshiba, ZyXEL, Asus и TP-Link встраивают поддержку протокола динамического DNS для No-IP. MikroTik предлагает скрипт для поддержки сервиса.
Некоторые сторонние прошивки, такие как DD-WRT, включают поддержку No-IP среди провайдеров DDNS в совместимых маршрутизаторах, не имеющих таковой от производителя.